# Gladiateurs (téléfilm, 2004)
Pour plus de détails, voir Fiche technique et Distribution.
Gladiateurs (titre original : Colosseum: A Gladiator's Story) est un téléfilm britannique de docu-fiction historique réalisé par Tilman Remme, produit par la BBC en association avec France 2 et diffusé au Royaume-Uni en 2004. 

## Synopsis
Le téléfilm détaille la vie des gladiateurs à Rome au Ier siècle apr. J.-C., au moment de la construction du Colisée, à travers une fiction inspirée de la vie d'un gladiateur ayant réellement existé, Verus. Le film suit le parcours de Verus, réduit en esclavage et envoyé dans une carrière de pierre près de Rome, qui saisit sa chance et devient gladiateur au moment où l'empereur Titus fait terminer la construction de l'amphithéâtre flavien, autrement dit le Colisée. Verus est acheté par un lanista (entraîneur de gladiateurs) et s'entraîne dans un ludus (école de gladiateurs). Il s'y lie d'amitié avec un ancien compagnon de travail à la carrière, le Celte Priscus. D'abord vaincu à sa première apparition publique, Verus remporte ensuite plusieurs victoires. Cette période est l'occasion de détailler les conditions de vie des gladiateurs logés dans leur école, bénéficiant de soins attentifs et à l'occasion des faveurs de riches admiratrices, veuves ou divorcées, qui finançaient parfois les combats. 
Après un an passé au ludus, Verus est invité à une soirée chez de riches Romains où il doit combattre et tuer un adversaire pour le plaisir de ses hôtes. Peu après, il est séparé de Priscus qui a été racheté et a quitté la ville. Pendant ce temps, les célébrations de l'inauguration de l'amphithéâtre se préparent. Outre les combats de gladiateurs, des milliers d'animaux exotiques sont rassemblés en vue des fêtes. On est alors en l'an 80 apr. J.-C. Survient alors un incendie à Rome : cela tombe mal pour l'empereur Titus, qui a accédé au pouvoir depuis peu et qui voit dans ce mauvais signe un risque de le faire mal voir du peuple superstitieux. Par chance, le nouvel amphithéâtre a été épargné par les flammes et l'inauguration peut avoir lieu. La description des combats donnés à cette occasion, et auxquels Verus participe, permet de comprendre en détail leur organisation et leur déroulement, des coulisses à la répartition des spectateurs dans les gradins. Les lions n'ayant pas été assez agressifs car ils étaient effrayés par la clameur de la foule, Titus fait exécuter le dresseur puis, par compensation, ordonne que les combats de gladiateurs soient des combats à mort. Finalement, Verus est appelé et doit affronter en duel son ancien ami Priscus. Après un combat acharné, les deux gladiateurs sont déclarés vainqueurs ex aequo et affranchis, chose unique dans l'histoire des combats de gladiateurs.
Plusieurs voix off accompagnent le récit : celle de Verus qui raconte et commente l'histoire de sa vie et celle d'un narrateur qui apporte des précisions historiques. Les dialogues des personnages dans les reconstitutions ont été tournés en latin.

## Fiche technique
- Titre français : Gladiateurs
- Titre original : Colosseum: A Gladiator's Story
- Réalisation : Tilman Remme
- Musique originale : Ilan Eshkeri
- Direction artistique : Michael Fleischer, Karl Probert
- Création des costumes : Jane Stuart Brown, Jeremy Turner
- Image : Peter Greenhalgh
- Montage : Malcolm Daniel
- Production : Tilman Remme
- Studios de production : BBC en association avec France 2
- Distribution : BBC, Discovery Channel (diffusions télévisées), Warner Home Video (États-Unis, DVD)
- Pays d'origine :  Royaume-Uni
- Langues : anglais américain (narration, interviews), latin (dialogues pendant les reconstitutions)
- Budget : environ 2 169 000 livres[2]
- Durée : 56 minutes
- Format : 35 mm, couleur
- Cadrage : 16:9 amélioré
- Date de première diffusion : États-Unis : 14 mai 2004

## Distribution
- Robert Shannon ou John Benjamin Hickey, ou Ross Kemp (version britannique) : Verus
- Derek Lea : Priscus
- Jamel Aroui : Titus
- Lotfi Dziri : l'entraîneur
- Hichem Rostom : le lanista
- Dorra Zarrouk : la dame impériale
- Jeffrey Gibson : le poète Martial (voix)
- Liev Schreiber : lui-même ; le narrateur (voix de la version américaine)
- Michael Pennington : le narrateur (voix de la version britannique)

## Production
Le film a été tourné en Tunisie.

## Distinctions
Gladiateurs a fait partie des films nommés pour le prix de la Meilleure photographie aux BAFTA Awards, au Royaume-Uni, en 2004.

## Éditions en vidéo
En France, le film a été édité en DVD par France Télévisions Distribution en 2004.